# Crybaby
«Crybaby» (en español: «Llorona») es una canción escrita por la cantante americana Mariah Carey, Trey Lorenz y el rapero Snoop Dogg, producida por Carey y Damizza; grabada por Carey en su noveno álbum Rainbow (1999), además la canción cuenta con la colaboración vocal del Snoop Dogg. La producción de la pista se basó en un sample (muestra) de la canción "Piece of My Love" grabada por Guy y escrita por Teddy Riley, Aaron Hall, Timmy Gatling y Gene Griffin, también contiene un sample de la canción Georgy Porgy interpretada por el grupo Toto junto a la colaboración de Cheryl Lynn (1978) ( Kissed the girls and made them cry.La protagonista de la canción revela sus luchas contra el insomnio y los pensamientos del pasado, porque no ha podido olvidar a su ex enamorado.
A pesar de su falta de éxito en las listas de música, la canción es muy respetada por la crítica y sigue siendo una de las favoritas de los fanes.

## Lanzamiento comercial
«Crybaby» se lanzó cómo tercer sencillo de Rainbow a mediados del 2000, cómo una doble cara A de la canción "Can't Take That Away (Mariah's Theme)". Su lanzamiento fue objeto de conflicto entre Carey y sus discográficas Columbia Records y Sony. Aunque los dos sencillos anteriores del álbum "Heartbreaker" y "Thank God I Found You" demostraron ser exitosos, puesto que ambos llegaron al número uno en el Hot 100, Sony creía que el proyecto no necesitaba más sencillos, Carey creía otra cosa y comenzó a criticar públicamente a Sony a través de mensajes dejados en su sitio Web. Sony se comprometió a lanzar un último sencillo doble pero Carey consideró que no se le dio la suficiente promoción y una vez más lo denunció en su Web.
Los ejecutivos decidieron promocionar "Can't Take That Away" en las radios pop y "Crybaby" en las estaciones urbanas. En general la intención era que la primera entrara en el Hot 100 y la segunda se centrara en las lista de R&B. Las canciones recibieron la mínima emisión en las radios y debido a que la revista Billboard en este entonces estipulaba que los sencillo que eran lanzados con una doble cara A (con dos canciones oficiales) solo entraría una de las canciones al Hot 100, la que reciba más emisiones en la radio; en este caso "Crybaby". Aunque actualmente casi no se lanzan sencillo dobles porque en 1998 las reglas de Billboard cambiaron y desde entonces cualquier canción de un álbum puede entrar al Hot 100 aunque no sea sencillo.
«Crybaby» debutó en el Billboard Hot 100 en el número 28 y debido al mínimo Airplay recibido, no pudo avanzar más y comenzó a descender, siendo este su primer sencillo que no alcanzaba el top 20 y su más bajo éxito desde "When You Believe" en 1998 que llegó al 15. Permaneció por 7 semanas en la lista. 
En Canadá, tuvo notable éxito, logrando alcanzar el número 4.

## Vídeo musical
En el único videoclip filmado se puede ver a Carey de noche en un departamento agitada y angustiada , cuando Snoop Dogg aparece en una pantalla de televisor para rapear su parte de la canción.

## Versiones
Debido a que la versión del álbum era muy larga (5:09 minutos) se creó una versión Radio Edit (editada para la radio). El único remix de la canción que se conoce es uno hecho por Junior Vásquez que se filtró por Internet, pero este no es oficial.
"Crybaby" es una de las dos canciones en que Snoop Dogg colabora con Carey, ya que también aparece en "Say Somethin'" de su álbum The Emancipation of Mimi (2005).

## Trascendencia en el Hot 100
| Semana   | 1  | 2  | 3  | 4  | 5  | 6  | 7  |
| -------- | -- | -- | -- | -- | -- | -- | -- |
| Posición | 28 | 34 | 48 | 62 | 77 | 90 | 95 |

## Posicionamiento
| Listas (2000)                                               | Posición |
| ----------------------------------------------------------- | -------- |
| Canadá                                                      | 4        |
| Estados Unidos (ARC Weekly Top 40)                          | 32       |
| Estados Unidos (Billboard Hot 100)                          | 28       |
| Estados Unidos (Billboard Hot R&B/Hip-Hop Singles & Tracks) | 23       |

- Datos: Q870047